# Interkontinentální pohár 1966
Sedmý ročník Interkontinentálního poháru byl odehrán ve dnech 12. října a 26. října 1966. Ve vzájemném dvouzápase se střetli vítěz Poháru mistrů evropských zemí v ročníku 1965/66 – Real Madrid a vítěz Poháru osvoboditelů v ročníku 1966 – CA Peñarol.

## 1. zápas
| 12. října 1966   |        |             |                                                                        |
| CA Peñarol       | 2 : 0  | Real Madrid | Estadio Centenario, Montevideo diváci: 58.324 rozhodčí: Claudio Vicuña |
| Spencer 39', 74' | report |             | Estadio Centenario, Montevideo diváci: 58.324 rozhodčí: Claudio Vicuña |

## 2. zápas
| 26. října 1966 |        |                              |                                                                              |
| Real Madrid    | 0 : 2  | CA Peñarol                   | Estadio Santiago Bernabéu, Madrid diváci: 71.063 rozhodčí: Concetto Lo Bello |
|                | report | 30' (pen.) Rocha 41' Spencer | Estadio Santiago Bernabéu, Madrid diváci: 71.063 rozhodčí: Concetto Lo Bello |

## Vítěz
| Interkontinentální pohár 1966 CA Peñarol (2. vítězství) |